# Angaraes (província)
Angaraes é uma província do Peru localizada na região de Huancavelica. Sua capital é a cidade de Lircay.

## Distritos da província
- Anchonga
- Callanmarca
- Ccochaccasa
- Chincho
- Congalla
- Huanca-Huanca
- Huayllay Grande
- Julcamarca
- Lircay
- San Antonio de Antaparco
- Santo Tomás de Pata
- Secclla